# Навахоїт
Навахої́т (рос. навахоит; англ. navajoite; нім. Navajoit m) — мінерал, водний оксид ванадію. Названий на честь індіанського народу навахо, оскільки перша знахідка була здійснена на теренах його резервації (A.D.Weeks, M.E.Thompson, W.T.Pecora, 1954). Науковий опис складено у 1959 році.
Хімічна формула: V2O5•3H2O. Склад у % (з родов. Монумент Веллей, США): V2O5 — 71,68; V2O4 — 3,08; H2O — 20,30. Домішки: Fe2O3 (3,58); SiO2 (1,20); CaO (0,22).
Сингонія моноклінна.
Утворює волокнисті агрегати.
Густина 2,56.
Твердість < 2.
Колір темно-коричневий.
Риса бура.
Знайдений в урано-ванадієвому родовищі Монумент Веллей в Навахо (Аризона, США).
Рідкісний.